# Musa tuberculata
Musa tuberculata är en enhjärtbladig växtart som beskrevs av Mitsuru Hotta. Musa tuberculata ingår i släktet bananer, och familjen bananväxter. Inga underarter finns listade i Catalogue of Life.